# Arema Malang
Der Fußballclub Arema Malang ist ein indonesischer Fußballverein aus Malang, der in der Liga 1, der höchsten Liga des Landes, spielt.

## Fans
Die Fans von Arema nennen sich selbst Aremania und gelten als sehr fanatisch. Seine Fans hat der Verein im ganzen Land. Im Jahr 2000 und 2006 wurden die Fans als die besten Fußballfans des Landes ausgezeichnet.

### Rivalität
Die Fans haben eine ausgeprägte Abneigung gegen die Bonek genannten Fans von Persebaya aus der Nachbarstadt Surabaya. Da es nicht selten zu Gewalt und Ausschreitungen kommt, sind Gästefans bei diesen Spielen nicht zugelassen.

## Massenpanik vom 1. Oktober 2022
Am 1. Oktober 2022 kam es bei einer Partie beider Mannschaften durch Ausschreitungen mit mindestens 135 Toten zu einer der verheerendsten Katastrophen in der Geschichte des Fußballs. In dessen Folge wurde dem Club die Austragung von weiteren Spielen bis zum Ende der Saison 2022/23 untersagt.
Nachdem der Spielbetrieb der 1. Liga für mehr als zwei Monate ausgesetzt wurde, ist dieser am 5. Dezember 2022 wieder aufgenommen worden. Die Spiele finden bis auf Weiteres unter Ausschluss der Öffentlichkeit statt. Geplant ist, dass der Ligabetrieb vollständig ausgetragen wird.
Am 7. Dezember nahm auch Arema Malang den Spielbetrieb wieder auf. Auswärts gewann das Team im Manahan-Stadion in Solo gegen Dewa United mit 2:0, durch Tore von Rizky Dwi Febrianto und Evan Dimas. Der Ligabetrieb wurde bis Mitte April 2023 vollständig ausgetragen. Meister wurde PSM Makassar.

## Vereinserfolge

### National
- Indonesischer Meister

2010
- Piala Indonesia

2005, 2006
Finalist 1992
- Division 1 Liga Indonesia (2. Liga)

Meister und Aufsteiger 2004

### International
- Menpora Cup

Gewinner 2013

## Stadion

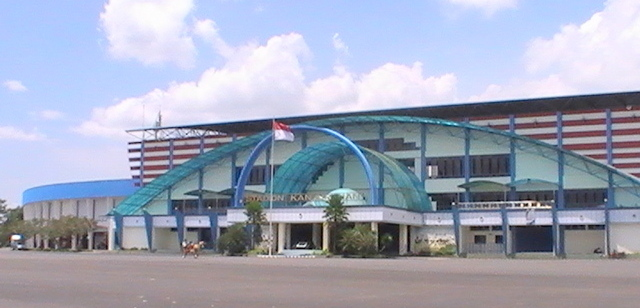
Kanjuruhan-Stadion

Die Heimspiele trägt der Verein im Kanjuruhan-Stadion in der Stadt Kepanjen im Kabupaten Malang aus. Das Stadion hat ein Fassungsvermögen von 44.964 Zuschauern. Eigentümer des Stadions ist das Malang Regency Government. Betrieben wird das Stadion von Arema Malang.
Koordinaten: 8° 9′ 0,9″ N, 112° 34′ 26,4″ O

## Ehemalige Spieler
| - Andrew Barisic - Gustavo Fabián López - Beto Gonçalves - Fabiano Beltrame - Thiago Furtuoso - Jad Noureddine - Juan Pablo Pino | - Goran Gančev - Émile Mbamba - Pierre Njanka - Srđan Ostojić - Achmad Kurniawan - Kurnia Meiga - Balša Božović | - Ahmet Ataýew - Esteban Vizcarra - Sengbah Kennedy - Yao Rudy Abblode - Thierry Gathuessi - Victor Igbonefo - Greg Nwokolo | - Cristian Gonzáles - Keith Gumbs - Edmar Garcia - Pavel Smolyachenko |

## Trainer seit 1987
| Name                | Zeit bei Arema Malang | Zeit bei Arema Malang |
| Name                | von                   | bis                   |
| ------------------- | --------------------- | --------------------- |
| Sinyo Aliandoe      | 1987                  | 1989                  |
| Andi M. Teguh       | 1989                  | 1992                  |
| M Basri             | 1992                  | 1993                  |
| Gusnul Yakin        | 1993                  | 1994                  |
| Halilintar Gunawan  | 1994                  | 1995                  |
| Gusnul Yakin        | 1995                  | 1996                  |
| Suharno             | 1996                  | 1997                  |
| Gusnul Yakin        | 1997                  | 1998                  |
| Hamid Asnan         | 1998                  |                       |
| Winarto             | 1998                  | 1999                  |
| M. Basri            | 2000                  |                       |
| Daniel Roekito      | 2001                  | 2002                  |
| Gusnul Yakin        | 2003                  |                       |
| Terry Wetton        | 2003                  |                       |
| Henk Wullems        | 2003                  |                       |
| Benny Dollo         | 2004                  | 2006                  |
| Miroslav Janů       | 2006                  | 2007                  |
| Bambang Nurdiansyah | 2008                  |                       |
| Gusnul Yakin        | 2008                  | 2009                  |
| Robert Alberts      | 2009                  | 2010                  |
| Miroslav Janů       | 2010                  | 2011                  |
| Milomir Šešlija     | 3. Oktober 2011       | 31. Dezember 2011     |
| Dejan Antonić       | 26. April 2012        | 30. Juni 2012         |
| Wolfgang Pikal      | 2011                  |                       |
| Joko Susilo         | 2011                  |                       |
| Suharno             | 2012                  |                       |
| Rahmad Darmawan     | 2012                  | 2013                  |
| Suharno             | 2013                  | 2015                  |
| Joko Susilo         | 2015                  | 2016                  |
| Milomir Šešlija     | 1. Februar 2016       | 31. Dezember 2016     |
| Aji Santoso         | 1. Januar 2017        | 31. Juli 2017         |
| Joko Susilo         | 1. August 2017        | 16. Mai 2018          |
| Milan Petrović      | 14. Mai 2018          | 31. Dezember 2018     |
| Milomir Šešlija     | 9. Januar 2019        | 31. Dezember 2019     |
| Mario Gómez         | 2. Januar 2020        | 3. August 2020        |
| Kuncoro             | 1. März 2020          | 1. April 2021         |
| Carlos Oliviera     | 17. September 2020    | 19. Februar 20212021  |
| Eduardo Almeida     | 3. Mai 2021           | 5. September 2022     |
| Javier Roca         | 6. September 2022     | 6. Februar 2023       |
| Putu Gede           | 7. Februar 2023       | 9. März 2023          |
| Joko Susilo         | 9. März 2023          | heute                 |

## Ausrüster
| Jahr           | Ausrüster  |
| -------------- | ---------- |
| 1995 bis 1998  | Adidas     |
| 1999 bis 2000  | Reebok     |
| 2001           | Nike       |
| 2007 bis 2009  | Puma       |
| 2009 bis 2010  | Diadora    |
| 2010 bis 2011  | Lotto      |
| 2011           | AXL        |
| 2012 bis 2013  | Ultras     |
| 2013 bis 2014  | Joma       |
| 2015 bis 2018  | Specs      |
| 2019           | Munich     |
| 2019 bis heute | Eigenmarke |

## Erläuterungen/Einzelnachweise
1. ↑  Chris Barrett, Karuni Rompies: Police, officials detained as Indonesia stadium disaster toll rises. 25. Oktober 2022, abgerufen am 25. Oktober 2022 (englisch).
2. ↑  Mohammad Naufal Ardiansyah: Bertambah Satu, Korban Tragedi Stadion Kanjuruhan Jadi 133 Orang. In: Times Indonesia. Abgerufen am 18. Oktober 2022 (indonesisch).
3. ↑  Bertambah satu, korban tragedi Kanjuruhan jadi 132 orang. In: antaranews.com. 11. Oktober 2022, abgerufen am 16. Oktober 2022 (indonesisch).
4. ↑  Mulia Budi: Update Data Korban Tragedi Kanjuruhan: 131 Orang Meninggal, 547 Luka. Abgerufen am 10. Oktober 2022 (indonesisch).
5. ↑  Opferzahl bei Stadion-Panik in Malang auf 133 gestiegen. Süddeutsche Zeitung, abgerufen am 4. Oktober 2022.
6. ↑  Masrur Jamaluddin, Heather Chen, Raja Razek, Jake Kwon, Kareem El Damanhoury: At least 125 killed in Indonesia soccer stadium crush. 2. Oktober 2022, abgerufen am 10. Oktober 2022 (englisch).
7. 1 2  Indonesia resumes football league after stadium disaster. In: Borneo Bulletin Online. 7. Dezember 2022, abgerufen am 7. Dezember 2022 (amerikanisches Englisch).
8. ↑  Singo Edan: Kalahkan Dewa United, Posisi Arema FC Naik 4 Strip di Klasemen BRI Liga 1 2022. Abgerufen am 7. Dezember 2022.
9. ↑  Nurdin Saleh: Liga 1: Dewa United vs Arema FC 0-2, Javier Roca: untuk Semua Keluarga Korban Aremania dan Aremanita. 7. Dezember 2022, abgerufen am 7. Dezember 2022 (englisch).
10. ↑  Liga 1 2022/2023 Ergebnisse. In: Flashscore.de. Abgerufen am 11. Mai 2023.
11. ↑  Liga 1 2022/2023 Tabellen - Fussball/Indonesien. Abgerufen am 11. Mai 2023.
12. ↑  Liste der Pokalsieger rsssf.org